# Strzała

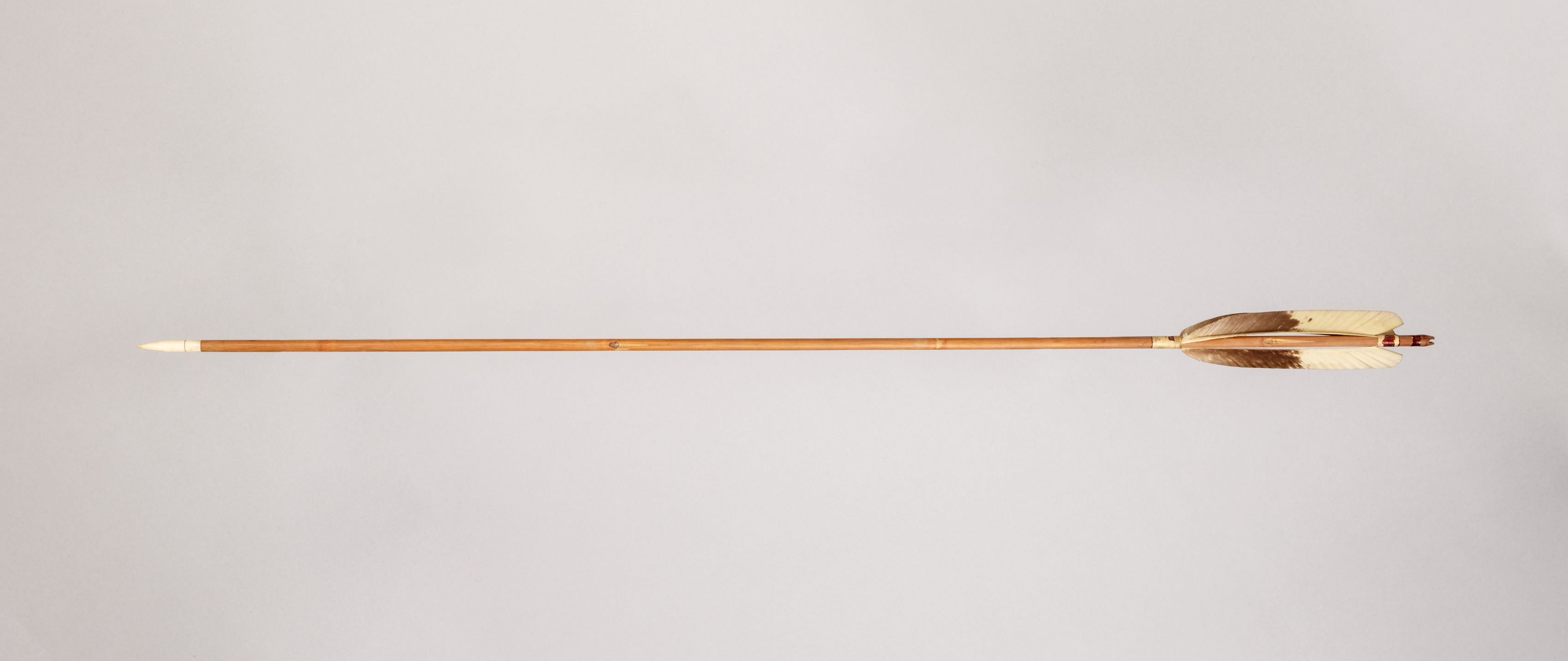
Strzała

Strzała – pocisk przeznaczony do wystrzeliwania z łuku.

## Strzała w łucznictwie tarczowym
Budowa:

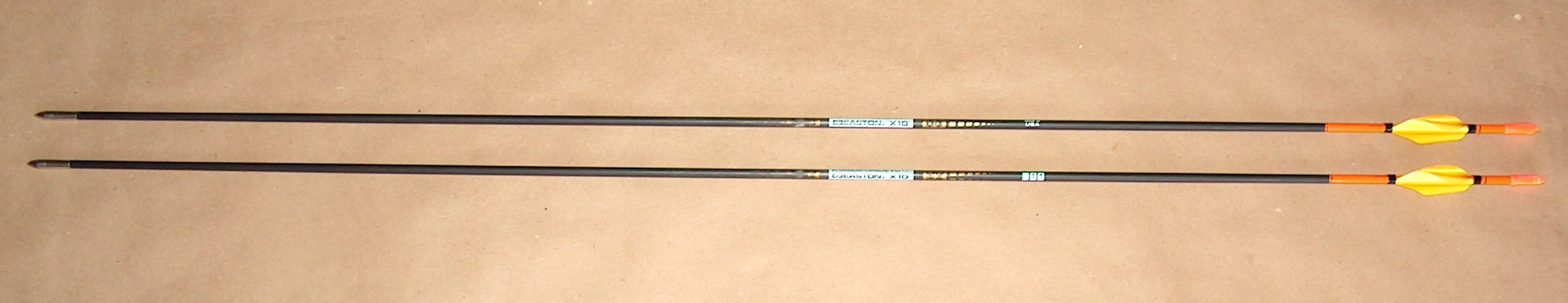
Strzały stosowane w łucznictwie sportowym

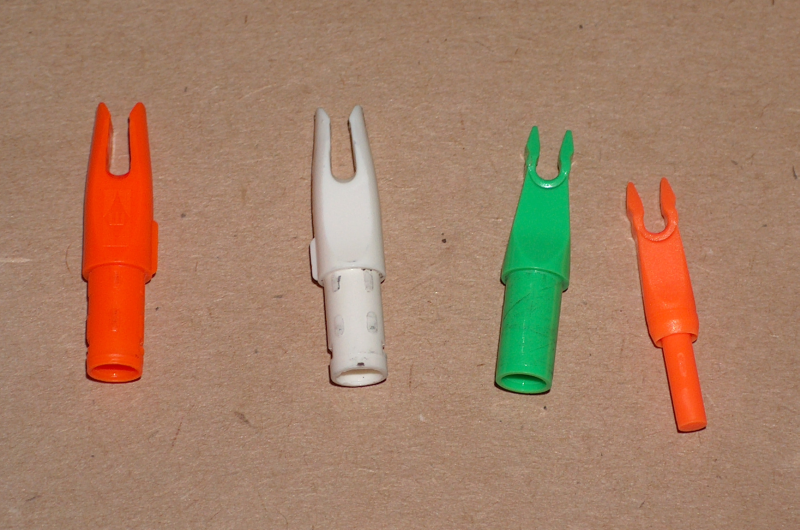
Nasadki

- metalowy (np. stalowy, aluminiowy, tytanowy) grot, obciążający przód strzały i umożliwiający wbicie się w tarczę
- promień (rurka) z aluminium, włókna węglowego lub grafitu
- nasadka, najczęściej plastikowa, czasem mocowana na aluminiowym trzpieniu
- lotki, przyklejane wzdłuż osi strzały, wykonywane z tworzyw sztucznych, stabilizujące lot.

Takie strzały są wytwarzane w różnym parametrze twardości, twardość strzały dobiera się do łuku – jest to niezbędne do uzyskania "czystego" lotu strzały.
Strzały dzieli się ze względu na materiał z którego wykonano promień na:
- strzały aluminiowe – zazwyczaj dla początkujących z powodu niskiej ceny, lub do strzelań halowych gdy duża grubość strzały może pomóc w zdobyciu większej liczby punktów a bez znaczenia jest reakcja strzały na wiatr
- strzały karbonowe – przewagą takiej strzały nad strzałą aluminiową jest przede wszystkim mniejsza masa ale okupiona mniejszą trwałością przy zderzeniu z twardą przeszkodą (nietrafieniu w matę)
- strzały aluminiowo-karbonowe (A/C) – wykonane z rurki aluminiowej wewnątrz oblanej warstwą karbonu, zazwyczaj b. wysokiej jakości, b. cienkie, w dużym stopniu odporne na znoszenie przez wiatr
- strzały grafitowe – niedawno pojawiły się na rynku, są produkowane np. przez Cartel, charakteryzują się dużą odpornością na zginanie

Wiodącymi producentami strzał na świecie są:
- Easton Sports – przedsiębiorstwo produkujące jedne z najbardziej popularnych strzał na świecie:
  - X10, A/C/E, A/C/C – strzały aluminiowo-karbonowe, bardzo wysokiej jakości
  - X7, XX75 – strzały aluminiowe, zazwyczaj o dużej grubości, popularne w trakcie strzelania na hali
  - Jazz – strzały aluminiowe, bardzo popularne wśród początkujących łuczników ze względu na niską cenę i dobrą jakość
- Cartel
  - Olimpian-Triple
- Beman
  - ICS ENERGY
- Black Sheep
  - Camp

## Strzała w łucznictwie tradycyjnym

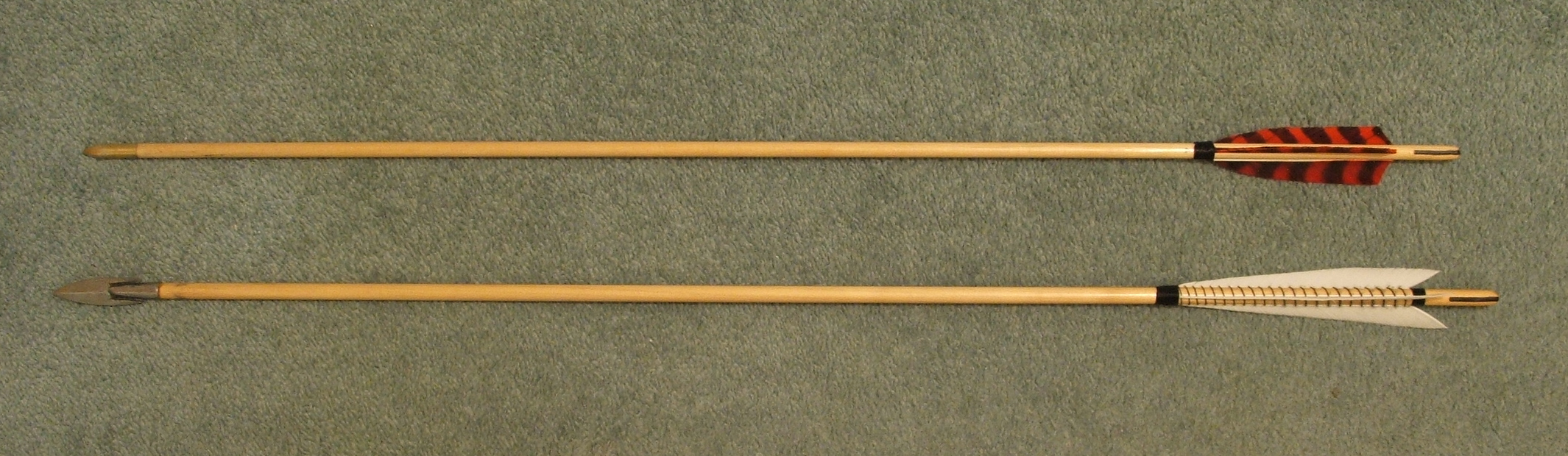
Strzały stosowane w łucznictwie tradycyjnym

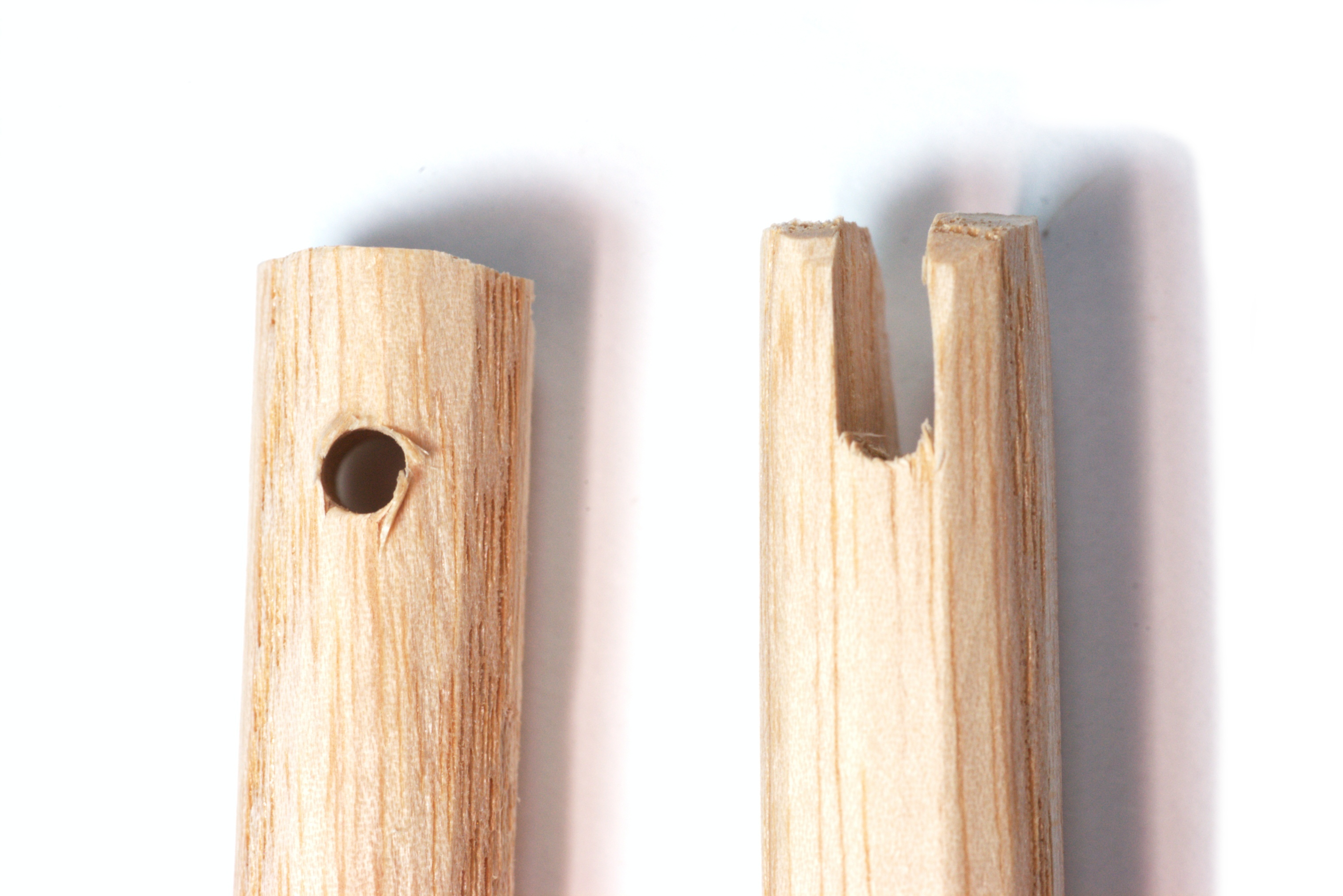
Osadka

Od sportowych, strzały tradycyjne różnią się przede wszystkim zastosowanymi materiałami. W łucznictwie tradycyjnym do wyrobu strzał wykorzystuje się surowce naturalnego pochodzenia (drewniane promienie, pióra). Używane są głównie w ruchu rekonstrukcyjnym, ponieważ cechują się mniejszą celnością i większymi kosztami użytkowania. W takich strzałach funkcję nasadki pełni osadka, czyli rowek w drewnie dostosowany do grubości cięciwy w łuku. Strzała wykonana według wzorców historycznych powinna mieć lotki przywiązane do promienia naturalną nicią. Na potrzeby rekonstrukcji stosowane są groty kute, cięższe od toczonych, które mogą być wbijane w promień (trzpieniowe) lub nań nakładane (tulejowe).
W japońskim łucznictwie, choć używa się również materiałów jak aluminium czy włókno węglowe do promieni, plastik do nasadek i pióra pospolitych ptaków: gęsi czy indyków, dalej w użyciu są strzały z materiałów tradycyjnych: z bambusowymi promieniami, również bambusowymi lub rogowymi nasadkami, zaś lotki wykonane są z piór orłów czy jastrzębi.